# Trébeurden
Trébeurden è un comune francese di 3 869 abitanti situato nel dipartimento delle Côtes-d'Armor, regione della Bretagna.
Nel territorio del comune di Trébeurden è compresa l'isola di Milliau.

## Società

### Evoluzione demografica
Abitanti censiti